# Campeonato Catarinense 2018
In 2018 werd het 93ste Campeonato Catarinense gespeeld voor voetbalclubs uit Braziliaanse staat Santa Catarina. De competitie werd georganiseerd door de FCF en werd gespeeld van 17 januari tot 8 april. Figueirense werd kampioen. 

## Eerste fase
| Plaats | Club             | Wed. | W  | G | V  | Saldo | Ptn. |
| ------ | ---------------- | ---- | -- | - | -- | ----- | ---- |
| 1.     | Chapecoense      | 18   | 12 | 5 | 1  | 25:8  | 41   |
| 2.     | Figueirense      | 18   | 10 | 6 | 2  | 24:14 | 36   |
| 3.     | Atlético Tubarão | 18   | 7  | 5 | 6  | 26:21 | 26   |
| 4.     | Criciúma         | 18   | 7  | 5 | 6  | 20:18 | 26   |
| 5.     | Joinville        | 18   | 7  | 3 | 8  | 20:21 | 24   |
| 6.     | Avaí             | 18   | 6  | 6 | 6  | 22:21 | 24   |
| 7.     | Brusque          | 18   | 4  | 8 | 6  | 20:23 | 20   |
| 8.     | Hercílio Luz     | 18   | 4  | 5 | 9  | 16:23 | 17   |
| 9.     | Inter de Lages   | 18   | 4  | 5 | 9  | 18:27 | 17   |
| 10.    | Concórdia        | 18   | 3  | 4 | 11 | 19:34 | 13   |

|  | Geplaatst voor finale |
|  | Degradatie            |

## Finale
|               |             |                                        |             |                      |
| 8 april 16:00 | Chapecoense | 0 – 2                                  | Figueirense | Arena Condá, Chapecó |
| 8 april 16:00 |             | 13' Gustavo Ferrareis 84' Maikon Leite |             | Arena Condá, Chapecó |

| Chapecoense | Figueirense |

### Kampioen
| Campeonato Catarinense de 2018   |
| Santa Catarina                   |
| -------------------------------- |
| FIGUEIRENSE Kampioen (18° titel) |

## Topschutters
| Speler            | Speler              | Goals | Club           |
| ----------------- | ------------------- | ----- | -------------- |
| Vlag van Brazilië | Rafael Grampola     | 9     | Joinville      |
| Vlag van Brazilië | Lima                | 9     | Hercílio Luz   |
| Vlag van Brazilië | Wellington Paulista | 7     | Chapecoense    |
| Vlag van Brazilië | André Luis          | 6     | Figueirense    |
| Vlag van Brazilië | Max                 | 6     | Inter de Lages |